# 駱清華
駱清華（1902年—1955年7月18日），名松。浙江省諸暨縣楓橋鎮大悟村青山頭人。民國37年（1948年）在商業團體東區（江蘇、浙江、安徽、山東四省；南京、上海、青島三市）當選第一屆立法委員

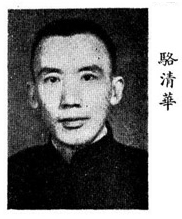

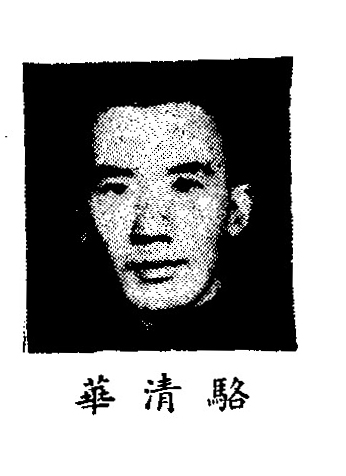
出席制憲國民大會代表時

## 生平[1][2][3][4][5]
- 楓橋大東鄉學堂高小學業後，到諸暨縣城近郊的一家磚瓦廠做學徒，二十歲左右經人介紹到了杭州一家綢緞莊當職員，不久調到上海分店工作，歷任上海綢業銀行副行長，中國茶葉公司理事、上海商社常務理事總幹事、《上海商報》社長、中國通商銀行總經理
- 1946年4月任上海商社社長兼《上海商報》社長，發行人
- 全國工商聯秘書長
- 華成永綢緞莊股東兼經理、上海綢業銀行副經理兼儲蓄部主任、中和肥皂公司董事長、上海市綢緞業同業公會
- 交通銀行主任、全國經濟委員會蠶絲改良委員會委員
- 制憲國民大會代表、憲政實施促進委員會常務委員
- 當選立法委員，曾出席第一屆立法院第一會期經濟及資源委員會、財政及金融委員會、商事法委員會，1950年，以居留港澳，經立法院決議以一會期不出席論，註銷名籍[6]
- 1955年7月18日因病在香港去世。